# Dap Prampi Mesa Moha Chokchey
Dap Prampi Mesa Chokchey (tiếng Khmer: ដប់ប្រាំពីរមេសាមហាជោគជ័យ Ngày 17 Tháng 4 Vĩ Đại) là quốc ca của nhà nước Campuchia Dân chủ do Khmer Đỏ nắm quyền. Hiến pháp Campuchia Dân chủ thông qua ngày 5 tháng 1 năm 1976 đã chính thức xác lập bài hát này làm quốc ca trong Điều 18. Có giả thiết cho rằng bài hát này do chính Pol Pot sáng tác, nhưng chưa có căn cứ nào xác nhận điều đó.

## Lời bài hát
| Tiếng Khmer ឈាមក្រហមច្រាល ស្រោចសព៌ក្រុងវាល កម្ពុជាមាតុភូមិ ឈាមកម្មករ កសិករដ៏ឧត្តម ឈាមយុទ្ធជន យុទ្ធនារីបដិវត្តិ ។ ឈាមប្រែក្លាយជា កំហឹងខ្លាំងក្លា តសូមោះមុត ដប់ប្រាំពីរមេសា ក្រោមទង់បដិវត្តិ ឈាមរំដោះ អំពីភាពខ្ញុំគេ ។ ជយោ ! ជយោ ! ដប់ប្រាំពីរមេសាជោគជ័យ មហាអស្ចារ្យមានន័យធំធេង លើសសម័យអង្គរ ! យើងរួបរួមគ្នា កសាងកម្ពុជានឹងសង្គមថ្មីបវរ ប្រជាធិបតេយ្យ សមភាពនឹងយុត្ដិធម៌ តាមមាគ៌឵ម្ចាស់ការ ឯករាជ្យរឹងមាំ ប្ដេជ្ញាដាច់ខាត ការពារមាតុភូមិ ទឹកដីឧត្តម បដិវត្តដ៏រុងរឿង ជយោ ! ជយោ ! ជយោ ! កម្ពុជាថ្មី ប្រជាធិបតេយ្យ សំបូរថ្កុំថ្កើង ប្តេជ្ញាជ្រោងគ្រវី ទង់បដិវត្តិក្រហមខ្ពស់ឡើង សាងមាតុភូមិយើង អោយចំរើនលោតផ្លោះ មហារុងរឿង មហាអស្ចារ្យ ! | Phiên âm (IPA) /cʰiəm krɑhɑːm craːl/ /sraoc sarəp kroŋ ʋiəl kampuʔciə miətoʔpʰuːm/ /cʰiəm kamməkɑː kaʔsekɑː dɑː ʔutdɑm/ /cʰiəm juttəʔcu˘ən juttəʔniəriː paʔteʋo˘ət/ /cʰiəm prae kʰlaːy ciə kɑmhəŋ kʰlaŋ kʰlaː/ /tɑː suː mu˘əh mut/ /dɑp-pram-piː meːsaː kʰraom tu˘əŋ paʔteʋo˘ət/ /cʰiəm rumdɑh ʔɑmpiː pʰiəp kʰɲom keː/ /cejoː! cejoː! / /dɑp-pram-piː meːsaː coːk-cɨj/ /mɔhaː ʔɑhcaː miən nəi tʰom-tʰeːŋ/ /ləː samaj ʔɑŋkɔː!/ /jəːŋ ruəp-ruəm kʰniə/ /kɑːsaːŋ kampuʔciə nɨŋ sɑŋkum tməi bɑːʋɑː/ /prɑciə-tʰɨppətaj saːmɔːpʰiəp nɨŋ juttəʔtʰɔə/ /taːm miəkiə mcah kaː ʔaekkəriəc rɨŋ mo˘əm./ /pdacɲaː dac kʰaːt kaːpiə miətoʔpʰuːm/ /tɨk dəi ʔutdɑm paʔteʋo˘ət dɑː ruŋ-rɨəŋ!/ /cejoː! cejoː!/ /cejoː! kampuʔciə tməy/ /prɑciə-tʰippətaj sɑmboː tkom tkaəŋ/ /pdacɲaa croːŋ krɔʋiː tu˘əŋ paʔteʋo˘ət krɑhɑːm kpu˘əh laəŋ/ /saːŋ miətoʔpʰuːm jəːŋ ʔaoy kɑmraən loːt plɑh/ /mɔhaː ruŋ-rɨəŋ mɔhaː ʔɑhcaː/ |

## Dịch nghĩa tiếng Việt
Những giọt máu đỏ tươi

Chảy lênh láng trên mảnh đất tổ quốc Campuchia, 

Máu của những người công nông ưu tú,

Những nam nữ chiến sĩ cách mạng kiên cường.

Máu đã tạo nên lòng quả cảm và nghị lực ý chí

Ngày 17 tháng tư, dưới ngọn cờ cách mạng đỏ thắm

Máu của họ, đưa chúng ta thoát khỏi tù đày!
Hoan hô, hoan hô!

Ngày 17 tháng 4 Vĩ Đại!

Chiến thắng huy hoàng ấy thật rực rỡ!
Hơn cả thời Angkor!
Hãy cùng nhau đoàn kết

Xây đắp Campuchia thành một cộng đồng tốt đẹp hơn

Dân chủ, bình đẳng, công bằng và mạnh mẽ

Cùng tiến tới con đường độc lập bền vững.
Quyết tâm bảo vệ Tổ quốc của chúng ta

Quê hương giàu đẹp, cách mạng mãi mãi huy hoàng!

Hoan hô, hoan hô!

Hoan hô đất nước Campuchia mới!

Đất nước tươi đẹp, dân chủ của toàn dân!

Chúng ta sẽ quyết vẫy cao lá cờ cách mạng đỏ thắm!

Cho Tổ quốc giàu mạnh hơn các nơi khác!

Thật nguy nga, tuyệt vời!